# Qualificazioni al campionato mondiale di calcio 2010 - UEFA - Fase a gironi, gruppo 2

## Classifica
| Squadra     | P.ti | G  | V | N | P | GF | GS | DR  |
| ----------- | ---- | -- | - | - | - | -- | -- | --- |
| Svizzera    | 21   | 10 | 6 | 3 | 1 | 18 | 8  | +10 |
| Grecia      | 20   | 10 | 6 | 2 | 2 | 20 | 10 | +10 |
| Lettonia    | 17   | 10 | 5 | 2 | 3 | 18 | 15 | +3  |
| Israele     | 16   | 10 | 4 | 4 | 2 | 20 | 10 | +10 |
| Lussemburgo | 5    | 10 | 1 | 2 | 7 | 4  | 25 | -21 |
| Moldavia    | 3    | 10 | 0 | 3 | 7 | 6  | 18 | -12 |

- Svizzera qualificata direttamente al mondiale.
- Grecia qualificata agli spareggi.

## Risultati
| Arbitro: | Courtney |

|             |           |                           |
| Alexeev 76’ | Marcatori | 8’ Karlsons 22’ Astafjevs |

| Arbitro: | Hermansen |

|  |           |                                                 |
|  | Marcatori | 36’ Torosidis 45+1’ Gekas 76’ (rig.) Charisteas |

| Arbitro: | Hansson |

|                          |           |                    |
| Benayoun 73’ Sahar 90+2’ | Marcatori | 45’ Yakin 56’ Kufo |

| Arbitro: | Filipovic |

|          |           |                            |
| Kufo 43’ | Marcatori | 27’ Strasser 87’ A. Leweck |

| Arbitro: | Muñiz Fernández |

|              |           |                     |
| Picusceac 1’ | Marcatori | 39’ Golan 45’ Saban |

| Arbitro: | Chapron |

|  |           |                |
|  | Marcatori | 10’, 49’ Gekas |

| Arbitro: | Cardoso Batista |

|                   |           |             |
| Frei 63’ Kufo 73’ | Marcatori | 71’ Ivanovs |

| Arbitro: | Egorov |

|            |           |                                        |
| Peters 14’ | Marcatori | 1’ (rig.) Benayoun 63’ Golan 82’ Tuama |

| Arbitro: | Berntsen |

|                                     |           |  |
| Charisteas 31’, 51’ Katsouranis 40’ | Marcatori |  |

| Arbitro: | Hrinak |

|                  |           |              |
| Koļesņičenko 89’ | Marcatori | 50’ Benayoun |

| Lussemburgo 15 ottobre 2008, ore 20:15 CEST | Lussemburgo | 0 – 0 referto | Moldavia | Stadio Josy Barthel (2.157 spett.)\| Arbitro: \| Borski \| |
| Arbitro:                                    | Borski      |               |          |                                                            |

| Arbitro: | Medina Cantalejo |

|                |           |                          |
| Charisteas 68’ | Marcatori | 42’ (rig.) Frei 77’ Kufo |

| Arbitro: | Whitby |

|  |           |                                                       |
|  | Marcatori | 25’ Karlsons 48’ Cauņa 71’ Višņakovs 86’ Perepļotkins |

| Arbitro: | McDonald |

|  |           |                          |
|  | Marcatori | 32’ Frei 90+3’ Fernandes |

| Arbitro: | Rosetti |

|           |           |           |
| Golan 55’ | Marcatori | 42’ Gekas |

| Arbitro: | Aydinus |

|                               |           |  |
| Žigajevs 44’ Verpakovskis 75’ | Marcatori |  |

| Arbitro: | Rocchi |

|                     |           |  |
| N'Kufo 20’ Frei 52’ | Marcatori |  |

| Arbitro: | Benquerença |

|                                    |           |           |
| Salpingidis 32’ Samaras 67’ (rig.) | Marcatori | 59’ Golan |

| Chișinău 5 settembre 2009, ore 19:00 EEST | Moldavia | 0 – 0 referto | Lussemburgo | Zimbru Stadium (7.820 spett.)\| Arbitro: \| Mazeika \| |
| Arbitro:                                  | Mazeika  |               |             |                                                        |

| Arbitro: | De Bleeckere |

|                            |           |  |
| Grichting 84’ Padalino 87’ | Marcatori |  |

| Arbitro: | Kircher |

|  |           |            |
|  | Marcatori | 59’ Gorkšs |

| Arbitro: | Stalhammar |

|              |           |           |
| Andronic 90’ | Marcatori | 33’ Gekas |

| Arbitro: | Svendsen |

|                                                           |           |  |
| Barda 9’, 21’, 43’ Baruchyan 15’ Golan 58’ Sahar 62’, 84’ | Marcatori |  |

| Arbitro: | Královec |

|                         |           |                       |
| Cauņa 62’ Astafjevs 75’ | Marcatori | 43’ Frei 80’ Derdiyok |

| Arbitro: | Iturralde González |

|  |           |                            |
|  | Marcatori | 6’, 8’ Senderos 22’ Huggel |

| Arbitro: | Øvrebø |

|                                              |           |                       |
| Gekas 4’, 47’ (rig.), 57’, 90+1’ Samaras 73’ | Marcatori | 12’, 40’ Verpakovskis |

| Arbitro: | Blom |

|                              |           |              |
| Barda 22’, 71’ Ben Dayan 65’ | Marcatori | 40’ Calincov |

| Arbitro: | Ceferin |

|                         |           |                         |
| Torosidis 30’ Gekas 33’ | Marcatori | 90’ (aut.) Papadopoulos |

| Basilea 14 ottobre 2009, ore 20:00 CEST | Svizzera | 0 – 0 referto | Israele | St. Jakob-Park (38.500 spett.)\| Arbitro: \| Tudor \| |
| Arbitro:                                | Tudor    |               |         |                                                       |

| Arbitro: | Hyytia |

|                            |           |                            |
| Rubins 32’, 44’ Grebis 76’ | Marcatori | 25’ Ovseanicov 90’ Sofroni |